# Rhyacia drueti
Rhyacia drueti là một loài bướm đêm trong họ Noctuidae.